# Zara Sigfridsson
Zara Sigfridsson, ogift Kronwall, folkbokförd som Zara Margarethe Kronvall Sigfridsson, född 12 juli 1982 i Karlsborg i dåvarande Skaraborgs län, är en svensk tidigare artist och sångerska i musikgruppen Sarek.
Sigfridsson ägnar sig inte åt musik på heltid, utan har bland annat arbetat inom handeln  innan hon övergick till en tjänst vid P4 Kristianstad. Hon är gift med artisten Emil Sigfridsson. Paret har tre barn.